# Крёстный отец Гарлема
«Крёстный отец Гарлема» (англ. Godfather of Harlem) — американский криминальный драматический телесериал, премьера которого состоялась 29 сентября 2019 года на Epix. Сериал рассказывает о Бампи Джонсоне, гангстере из Нью-Йорка 1960-х годов.
12 февраля 2020 года сериал был продлён на второй сезон, премьера которого состоялась 18 апреля 2021 года. 13 января 2022 года сериал был продлён на третий сезон. 29 ноября 2023 года сериал был продлён на 4 сезон.

## Сюжет
Сериал рассказывает о криминальном авторитете Бампи Джонсоне, который в начале 1963 года вернулся из Алькатраса в Гарлем с намерением вернуть его под свой контроль. Начинается противостояние Джонсона и Винсентом Джиганте, в котором Бампи решительно и жестко убирает препятствия на своём пути.

## В ролях

### Основной состав
- Форест Уитакер — Бампи Джонсон
- Найджел Тэтч — Малкольм Икс, старый друг Бампи Джонсона и один из лидеров Нации Ислама
- Ильфенеш Хадера — Мэйми Джонсон, жена Бампи
- Антуанетта Кроу-Легаси — Элиза Джонсон, дочь Бампи, зависимая от героина
- Деми Синглтон — Маргарет Джонсон
- Элвис Ноласко — Нат Петтигрю
- Эрик Ларэй Харви — Дель Шанс
- Луис Гусман — Алехандро «Гуапо» Вильябуэна, друг Бампи Джонсона
- Винсент Д’Онофрио — Винсент "Чин" Джиганте, босс итальянской мафии
- Пол Сорвино — Фрэнк Костелло
- Чезз Палминтери — Джозеф Бонанно
- Рафи Гаврон — Эрни Нунци, помощник Винсента Джиганте
- Люси Фрай — Стелла Джиганте, дочь босса итальянской мафии
- Кельвин Харрисон-младший — Тедди Грин, возлюбленный Стеллы и начинающий музыкант
- Джанкарло Эспозито — Адам Клейтон Пауэлл, конгрессмен от Гарлема

### Второстепенный состав
- Трэмелл Тиллман — Бобби Робинсон
- Дерик Августин — Кассиус Клей-младший
- Клифтон Дэвис — Элайджа Мухаммад, лидер Нации Ислама
- Шон Аллан Крил — Лестер Вулф, журналист
- Кэтрин Нардуччи — Олимпия Джиганте, жена Винсента Джиганте
- Кевин Корриган — Венеро Мангано, член семьи Джиганте
- Рослин Рафф — Делия Грин, мать Тедди Грина
- Джазмин Салливан — Мэри Уэллс
- Сэм Хеншоу — Сэм Кук
- Алоэ Блэк — друг Тедди Грина

## Список эпизодов

### Сезон 1 (2019)
| №  | Название                                                   | Режиссёр         | Автор сценария              | Дата премьеры     |
| -- | ---------------------------------------------------------- | ---------------- | --------------------------- | ----------------- |
| 1  | «By Whatever Means Necessary» «Во что бы то ни стало»      | Джон Ридли       | Крис Бранкато и Пол Экштейн | сентябрь 29, 2019 |
| 2  | «The Nitty Gritty» «Самые важные и основные факты»         | Джо Чаппель      | Крис Бранкато               | октябрь 6, 2019   |
| 3  | «Our Day Will Come» «Наш день настанет»                    | Джо Чаппель      | Пауль Экштейн               | октябрь 13, 2019  |
| 4  | «I Am the Greatest» «Я величайший»                         | Гильермо Наварро | Крис Бранкато               | октябрь 20, 2019  |
| 5  | «It's All in the Game» «Это все игра»                      | Гильермо Наварро | Лоуренс Андрис              | октябрь 27, 2019  |
| 6  | «Il Canto de Malavita» «Канто де Малавита»                 | Таня Гамильтон   | Крис Бранкато               | ноябрь 3, 2019    |
| 7  | «Masters of War» «Мастера войны»                           | Таня Гамильтон   | Зак Калиг                   | ноябрь 10, 2019   |
| 8  | «How I Got Over» «Как я справился»                         | Эрнест Дикерсон  | Решейда Брейди и Моси Верно | ноябрь 17, 2019   |
| 9  | «Rent Strike Blues» «Блюз забастовки»                      | Эрнест Дикерсон  | Крис Бранкато и Майкл Пейн  | ноябрь 24, 2019   |
| 10 | «Chickens Come Home to Roost» «Цыплята возвращаются домой» | Джо Чаппель      | Крис Бранкато               | декабрь 1, 2019   |

### Cезон 2 (2021)
| №  | Название                                                              | Режиссёр         | Автор сценария                           | Дата премьеры   |
| -- | --------------------------------------------------------------------- | ---------------- | ---------------------------------------- | --------------- |
| 11 | «The French Connection» «Французский связной»                         | Джо Чаппель      | Крис Бранкато                            | 18 апреля 2021  |
| 12 | «Sting Like a Bee» «Жаль как пчела»                                   | Гильермо Наварро | Крис Бранкато и Майкл Пейн               | 25 апреля 2021  |
| 13 | «The Fruit Stand Riot» «Бунт в фруктовом киоске»                      | Гильермо Наварро | Крис Бранкато и Пол Экштейн              | 2 мая 2021      |
| 14 | «The Geechee» «Гичи»                                                  | Джо Чаппель      | Хизер Митчелл,Крис Бранкато и Майкл Пейн | 9 мая 2021      |
| 15 | «It's a Small World After All» «Мир тесен.»                           | Гильермо Наварро | Мэттью Ньюман                            | 16 мая 2021     |
| 16 | «The Ballot or the Bullet» «Бюллетень или пуля»                       | Марисоль Адлер   | Крис Бранкато и Майкл Пейн               | 23 мая 2021     |
| 17 | «Man of the Year» «Человек года»                                      | Гильермо Наварро | Хизер Митчелл,Крис Бранкато и Майкл Пейн | 8 августа 2021  |
| 18 | «Ten Harlems» «Десять гарлемцев»                                      | Джо Чаппель      | Решейда Брейди и Зак Калиг               | 15 августа 2021 |
| 19 | «Bonanno Split» «Бонанно Сплит»                                       | Карл Ситон       | Крис Бранкато и Моси Верно               | 22 августа 2021 |
| 20 | «The Hate That Hate Produced» «Ненависть, которую породила ненависть» | Джо Чаппель      | Крис Бранкато и Майкл Пейн               | 29 августа 2021 |

### Сезон 3 (2023)
| №  | Название                                                   | Режиссёр             | Автор сценария               | Дата премьеры   |
| -- | ---------------------------------------------------------- | -------------------- | ---------------------------- | --------------- |
| 21 | «The Negro in White America» «Негр в белой Америке»        | Джо Чаппель          | Крис Бранкато и Майкл Пейн   | 15 января 2023  |
| 22 | «Alzado» «Альзадо»                                         | Луи Патрик Эммануэль | Крис Бранкато и Майкл Пейн   | 22 января 2023  |
| 23 | «Mecca» «Мекка»                                            | Карл Ситон           | Крис Бранкато и Пол Экштейн  | 29 января 2023  |
| 24 | «Captain Fields» «Капитан Филдс»                           | Гильермо Наварро     | Моис Верно и Дин Империал    | 5 февраля 2023  |
| 25 | «Angel of Death» «Ангел смерти»                            | Лили Марийе          | Крис Бранкато и Майкл Пейн   | 19 февраля 2023 |
| 26 | «Spooks» «Ловушки»                                         | Гильермо Наварро     | Дин Империал и Анжелика Чери | 26 февраля 2023 |
| 27 | «All Roads Lead to Malcolm» «Все дороги ведут к Малкольму» | Джо Чаппель          | Крис Бранкато и Майкл Пейн   | 5 марта 2023    |
| 28 | «Homeland or Death» «Родина или смерть»                    | Гильермо Наварро     | Майкл Пейн и Дин Империал    | 12 марта 2023   |
| 29 | «We Are All Kings» «Мы все короли»                         | Роб Гринли           | Крис Бранкато и Майкл Пейн   | 19 марта 2023   |
| 30 | «Our Black Shining Prince» «Наш черный сияющий принц»      | Джо Чаппель          | Крис Бранкато и Майкл Пейн   | 26 марта 2023   |

### Сезон 4 (2025)
| №  | Название                                   | Режиссёр         | Автор сценария                           | Дата премьеры  |
| -- | ------------------------------------------ | ---------------- | ---------------------------------------- | -------------- |
| 31 | «New Harlem» «Новый Гарлем»                | Гильермо Наварро | Стивен Шифф                              | 13 апреля 2025 |
| 32 | «Country Boy» «Деревенский парень»         | Гильермо Наварро | Бенджамин Кавелл                         | 20 апреля 2025 |
| 33 | «The Straw Man» «Соломенный человек»       | Лили Марийе      | Таня Барфилд                             | 27 апреля 2025 |
| 34 | «Union Blues» «Юнион Блюз»                 | Лили Марийе      | Сальваторе Стабиле                       | 4 мая 2025     |
| 35 | «Concrete Jungle» «Бетонные джунгли»       | Роб Гринли       | Бенджамин Кавелл                         | 11 мая 2025    |
| 36 | «The Visit» «Визит»                        | Роб Гринли       | Майкл Пейнс                              | 18 мая 2025    |
| 37 | «The Pawn Goes First» «Пешка ходит первой» | Карл Ситон       | Таня Барфилд                             | 1 июня 2025    |
| 38 | «If We Must Die» «Если мы должны умереть»  | Карл Ситон       | Стивен Шифф, Крис Бранкато и Майкл Пейнс | 8 июня 2025    |
| 39 | «Black and White» «Черное и белое»         | Марисоль Адлер   | Кайл Хэмилтон и Анжелика Чери            | 15 июня 2025   |
| 40 | «Unity Day» «День единства»                | Марисоль Адлер   | Крис Бранкато и Майкл Пейнс              | 22 июня 2025   |

## Производство

### Разработка
25 апреля 2018 года было объявлено, что Epix начал производство первого сезона, состоящего из десяти эпизодов, премьера которых должна состояться в 2019 году. Сериал будет написан Крисом Бранкато и Полом Экштейном, а одним из исполнительных продюсеров станет Форест Уитакер. ABC Signature Studios станет одной из продюсерские компаний, связанных с сериалом.
19 июня 2018 года стало известно, что Джон Ридли будет режиссером первого эпизода сериала.
12 февраля 2020 года сериал был продлен на второй сезон.
13 января 2022 года сериал был продлён на третий сезон.

### Съёмки
Съемки сериала начались в сентябре 2018 года в Нью-Йорке.

## Награды и номинации
| Year | Award              | Category                                                   | Nominee               | Result    |
| ---- | ------------------ | ---------------------------------------------------------- | --------------------- | --------- |
| 2020 | NAACP Image Awards | Выдающийся драматический сериал                            | Крёстный отец Гарлема | Номинация |
| 2020 | NAACP Image Awards | Выдающийся актёр в драматическом сериале                   | Форест Уитакер        | Номинация |
| 2020 | NAACP Image Awards | Выдающийся актёр второго плана в драматическом телесериале | Джанкарло Эспозито    | Номинация |
| 2020 | NAACP Image Awards | Выдающийся актёр второго плана в драматическом телесериале | Найджел Тэтч          | Номинация |